# Instituto Centroafricano de Estadística y de Estudios Económicos y Sociales
El Instituto Centroafricano de Estadística y de Estudios Económicos y Sociales ( en francés: Institut Centrafricain des Statistiques et des Etudes Economiques et Sociales, sigla ICASEES) es un organismo autónomo del gobierno de la República Centroafricana. Su sede se encuentra en el centro de Bangui y su actual director es Blaise Bienvenu Ali. Entre sus intereses, destacan la lucha contra la pobreza y la mejora del capital humano y de las infraestructuras.

## Historia
El Sistema Estadístico Nacional de la República Centroafricana se creó en vísperas de la independencia nacional y se transformó gradualmente a lo largo de los años. En 1958, el embrionario Servicio tomó el nombre de Servicio de Estadística. En 1966, pasó a depender del Ministerio de Economía y tres años más tarde, el Servicio se constituyó como Dirección y se colocó por primera vez bajo la supervisión de un alto directivo, un Ingeniero Estadístico de Obras (ITS).
En 1980, la Dirección se constituyó como Dirección General y registró la llegada de jóvenes ejecutivos calificados. En 1987, la Dirección General pasó a ser la División de Estadística y Estudios Económicos (DSEE). Esta división quedó bajo la responsabilidad de un Gerente de Proyecto cuyas responsabilidades han aumentado considerablemente. En 2002, la División tomó el nombre de Dirección General de Estadística y Estudios Económicos y Sociales (DGSEES) y quedó bajo la responsabilidad de un director general. 
En 2006, se creó el Instituto Centroafricano de Estadística y Estudios Económicos y Sociales, conocido con el acrónimo ICASEES. En 2016 los estatutos del ICASEES fueron modificados tras el Decreto N° 16.127, de 9 de marzo de 2016. Así, la Dirección de Estadísticas Económicas, Demográficas y Sociales quedó dividida en dos, la Dirección de Estadísticas Económicas y la Dirección de Estadísticas Demográficas, Sociales, de Género y Ambientales. Y el ICASEES ahora incluye cinco direcciones:
- Departamento de Métodos, Normas, Estudios e Investigaciones;
- Departamento de Contabilidad Nacional y Previsiones Económicas;
- Departamento de Estadísticas Económicas;
- Departamento de Estadísticas Demográficas, Sociales, de Género y Medio Ambiente;
- Departamento de Recursos.